# Неверие в Азербайджане
Неверие в Азербайджане охарактеризовано в основном отвержением или же сомнением в основных догматах религий.

## Статистика
В направлении определения числа верующих и неверующих были проведены десятки опросов и исследований, однако их показатели значительно отличаются друг от друга.

### Кавказский центр исследовательских ресурсов (CRRC)
Таким образом, по результатам исследования, который был проведен для Кавказского центра исследовательских ресурсов, в 2010 году было опрошено приблизительно 2000 человек, из которых 28 % ответили, что религия является «крайне важной» частью своей жизни. Через два года, опрос был проведен ещё раз, однако тогда было опрошено приблизительно 1800 человек, из которых уже 33 % сообщили, что религия является крайне важной частью их жизни. Помимо это, ещё 44 % утверждали, что религия является «довольно важной» частью их повседневной жизни. Остальные 23 % утверждали, что религия является относительно важной или вовсе незначительной частью их повседневной жизни.
Несмотря на то, что 77 % респондентов отметили, что религия является крайне важной или довольно важной частью их жизни, из них всего 2 % посещают религиозную службу каждый день, 3 % от одного раза в неделю и больше, двадцать процентов изредка соблюдают пост, а около половины никогда его не соблюдает.

### World Value Survey
В 2012 году, в рамках программы исследования World Values Survey (рус. Всемирный Обзор Ценностей) был проведен сравнительный анализ стран по важности значения религии в жизни людей. Опрос проводился по шкале от нуля до одного, где отметка 0 означает, что религия «совсем не важна», а отметка 1 — «очень важна». По результатам этого опроса, индекс Азербайджана составил 0,52 и занял 33-е место из 80 участвовавших стран.

### WIN-Gallup International
Согласно результатам опроса в рамках WIN-Gallup International в 2012 году, процентное соотношение религиозных людей было 44 % на 51 %. Однако, интересным является то, что никто из опрошенных не представился как «атеист». 5 % ответили, что не уверены или не знают. По результатам того же самого исследования, в 2017 году ситуация значительно изменилась — сейчас верующих в стране всего 35 %, неверующих — 64 %, атеистов — 0 %, незнающих или неуверенных — 0 %. Подобные опросы составлялись так же в 2008, 2009 и 2015 годах и по результатам этих опросов, британское издание «Telegraph» составило список начиная со стран с наименьшим количеством верующих и до стран с наибольшим количеством. Азербайджан в этом списке занимал 13-е место среди наименее религиозных стран с только 34%-ами верующих людей. Остальные 54 % не считают себя религиозными, 13 % не знают или не уверены. Азербайджан так же является наименее верующей страной на Кавказе.

### «Кавказ & Глобализация»
Согласно журналу «Кавказ & Глобализация», количество религиозных людей, участвовавших в опросе было 62,7 %, а очень религиозных — 6,4 %. 10,6 % опрошенных затруднялись ответить. В опросе был так же упомянут вопрос о важности религии в повседневной жизни, на что респонденты ответили следующим образом: для 11 % она играет очень важную роль, для 25,7 % — важную роль, для 41 % — умеренную, для остальных она играет либо незначительную роль, либо не играет никакой роли вовсе.
В 2005 был проведен ещё один опрос, в результате которого было выявлено, что 87 % населения 12 регионов Азербайджана считают себя религиозными, в то время, как около 10 % считают, что они больше религиозны, чем атеисты, и только 1 % утверждают, что являются атеистами.

### Pew Research Center
Согласно Pew Research Center, по результатам исследования 99,4 % населения являются мусульманами. Тот же самый исследовательский центр сообщил в 2010 году, что 96,9 % население являются мусульманами, и менее 1 % людей не относят себя ни к одной из религий.

## 20-й век
В 1920 году Азербайджанская Демократическая Республика распалась и в 1922 году вошла в состав СССР. Так как в СССР атеизм являлся значимой частью государственной идеологии, Азербайджан был так же подвергнут влиянию власти в отношении религии. В тот период разрушались мечети — таким образом, к 1933 функционировало всего 33 мечети. В 1967 был создан Музей истории атеизма, который после распада СССР был переименован в Государственный музей истории религии.
Население Азербайджана из-за преследований и появления угрозы жизни должно было скрывать свои религиозные взгляды. Такое «благоразумное скрывание веры» разрешено в Коране и является лишь временным и формальным отказом от веры. Однако, период временного отказа от веры продлился с 1922 года до 1991, когда Азербайджан вновь обрел независимость. 70 лет вынужденного отказа от веры сыграли свою роль в дальнейшем восприятии религиозности со стороны населения.